# امید تحویلی
امید تحویلی (متولد ۳۱ اکتبر ۱۹۷۰ در تهران ایران) یکی از گردانندگان ایرانی جرایم سازمان‌یافته در خارج از ایران می‌باشد. او به جنایات مختلف در پیوند با سازمان‌های بین‌المللی جنایی، از جمله قاچاق مواد مخدر، تجاوز و همچنین کلاهبرداری از طریق یک شرکت مخابراتی جعلی و موهوم، متهم شده و تحت تعقیب پلیس چندین کشور و از جمله تحت تعقیب اف‌بی‌آی و پلیس بین‌الملل می‌باشد. وی یکی از رهبران جنایات سازمان یافته در کشور کانادا بوده‌است.
امید تحویلی دو بار توسط پلیس سلطنتی کانادا دستگیر شده‌است که بار اول با اشتباه سؤال‌برانگیز پلیس و سیستم قضایی کانادا بدون ایراد اتهام آزاد و بار دوم نیز با وجود احراز اتهامات متعدد، با پرداخت رشوه به یک مأمور امنیتی زندان که خود محاکمه و به سه سال زندان محکوم شد، با لباس مبدل و به شکل نظافتچی موفق به فرار از زندان کانادا شده و تحت پیگرد است. در آوریل سال ۲۰۰۸ مجله فوربس امید تحویلی را در زمره ۱۰ نفر اصلی تحت پیگرد بین‌المللی قرار داد.